# Olivella fimbriata
Olivella fimbriata är en snäckart. Olivella fimbriata ingår i släktet Olivella och familjen Olividae. Inga underarter finns listade i Catalogue of Life.